# 2024年伊朗—以色列冲突
2024年，伊朗與以色列的代理人衝突升級為兩國之間的直接衝突，兩國在該年4月、7月和10月多次進行直接對抗。4月1日，伊朗驻大马士革大使馆的附属的领事馆建筑遭到以色列轟炸，造成穆罕默德-礼萨·扎赫迪等多名伊朗軍官死亡。作為回應，伊朗於4月13日扣押一艘與以色列有關聯的貨船MSC Aries號，並聯合其「抵抗軸心」盟友對以色列發動空襲，大規模发射無人機及飛彈。以色列隨後於4月19日對伊朗及敘利亞展開報復性打擊，攻擊伊朗多个城市。
7月31日，哈馬斯的政治領袖伊斯梅爾·哈尼亞在伊朗德黑蘭遇刺身亡，數小時前，真主黨指揮官福阿德·舒庫爾也在黎巴嫩哈雷特赫赖克遭以軍空襲擊斃。10月1日，伊朗向以色列發射多枚導彈。以色列隨即於10月26日對伊朗展開新一輪報復性打擊。
數月後，於2025年6月，以色列對伊朗多個重要軍事基地及核設施發動突襲，並定點清除多名伊朗軍政要員和核科學家。伊朗隨即與以色列開戰，標誌著以伊戰爭爆發 
。

## 背景
1979年伊朗革命後，霍梅尼掌權，伊以關係惡化。1982年黎巴嫩内戰期間，伊朗支持黎巴嫩什葉派及巴勒斯坦武裝分子，與以色列爆發了代理人戰爭。逐漸地，伊朗擴大其在中東國家的權力和影響力。隨著敘利亞內戰及伊朗核計畫開始，兩國對抗日漸加深。
伊朗支持的武装组织哈马斯于2023年10月7日在以色列南部发动袭击，造成1,200人死亡。作为回应，以色列入侵加沙地带，至2024年4月已造成33,000多人死亡。在此期间，伊朗指责以色列对加沙的巴勒斯坦人实施种族灭绝。
2023年12月25日，伊朗伊斯蘭革命衛隊轄下聖城軍拉齊·穆薩維准將在位於敘利亞首都大馬士革附近薩伊達澤納布市的住所遭到以色列空襲身亡。2024年1月20日，聖城軍情報部門負責人薩德·奧米扎德與4名伊朗官員在大馬士革一棟建築舉行會議期間遭到以色列空襲，全部身亡。

## 時間軸

### 以色列轟炸伊朗駐敘利亞大使館（4月1日）
2024年4月1日，以色列轰炸伊朗驻叙利亚大馬士革大使馆附属的领事建筑，造成16人死亡，其中包括伊朗伊斯兰革命卫队圣城旅指挥官穆罕默德·礼萨·扎赫迪准将和另外七名军官。據報道，大樓內的伊朗官員當時正會見巴勒斯坦伊斯蘭聖戰運動等巴勒斯坦激進分子領導人。

### 以色列備戰（4月2日-12日）
伊朗誓言報復。有西方媒體報道，伊朗將直接襲擊以色列境內，而不經由真主黨等代理人之手。
由於擔心伊朗報復，以色列在4月13日前數日即開始準備應對可能發生的伊朗襲擊。以色列疏散全球28個以色列駐外使館。以色列亦干擾衛星定位系統訊號，導致多個手機用戶被定位至貝魯特。法國部署海軍至地中海以協防以色列。

### MSCAries號被扣押（4月13日）
4月13日，伊朗伊斯兰革命卫队海军在霍尔木兹海峡附近扣押MSC Aries号集装箱船。

### 伊朗空襲以色列本土（4月13日-14日）
4月13日日間，黎巴嫩真主黨發射約40枚火箭襲擊以色列北部，以色列則轟炸位於黎巴嫩巴勒貝克附近的真主黨武器製造基地。半島電視台報道指，該襲擊可能與伊朗大規模襲擊有關。
當日晚，伊朗伊斯兰革命卫队与人民动员部队、真主党和胡塞武装协调，使用無人機、巡航導彈和彈道飛彈對以色列和以色列占领的戈兰高地發動大規模導彈及無人機襲擊，名爲「誠實承諾行動」（羅馬化：va'de-ye sadeq）。以色列軍方指，伊朗發射了約170架無人機、30枚巡航飛彈和120枚彈道飛彈，其中99%被成功攔截。
爲應對伊朗攻擊，以色列與美英等盟友發動「鐵盾行動」（羅馬化：Mivtsa Magen Barzel）。美國、英國、約旦三國空軍協助以色列攔截導彈，法國亦部署海軍協防以色列。以色列方面表示，絕大部分伊朗無人機和導彈在境外就被飞箭三型和大卫弹弓防御系统成功拦截，統計攔截率達到99%，故本次打擊中只有内瓦蒂姆空军基地成功被伊朗彈道飛彈攻擊，僅受到輕微損害。33名以色列平民受傷。

### 緊張局勢加劇（4月14日-18日）
襲擊過後不久，伊朗威脅以色列稱，若以色列發動任何反擊，伊朗將堅決予以回應。
以色列誓言反擊。4月15日，會面記者時，以色列國防軍總參謀長赫茲·哈勒維又揚言會回應伊朗此次行動。據有線電視新聞網引述以方消息人士指，以色列針對拉法的地面攻勢因要考慮如何反擊伊朗而推遲。以色列戰時內閣於4月15日召開會議，商討對伊朗攻擊所作出的回應。美國總統拜登則表示，美國不會支持以色列對伊朗本土的攻擊，並呼籲以色列保持克制。
4月16日，以色列呼籲國際社會對伊朗導彈研發計劃實施制裁。
4月17日，以色列總理内塔尼亚胡表示，以色列將「自行決定」如何報復伊朗。
4月18日，據報道，美國將允許以色列展開對拉法的攻勢，以換取以色列不反擊伊朗。

### 以色列空襲伊朗（4月19日）
4月19日上午，以色列對伊朗報復。 以色列襲擊了伊斯法罕國際機場內或附近的三個目標，其中包括一個軍事基地。 其中目標之一是納坦茲核設施的雷達。 伊朗聲稱其防空系統擊落了所有以色列彈，並且爆炸來自防空系統，但衛星圖像顯示防空電池被摧毀，雷達系統受損以色列沒有發表評論或聲稱對任何攻擊負責。 敘利亞南部SAA基地遭到攻擊，造成物質損失伊拉克也聽到了爆炸聲和戰鬥機的聲音，並且在伊拉克中部發現了以色列飛彈的碎片，顯示以色列從那裡發射了飛彈。

### 降溫期（4月至7月）
伊朗的国有媒体淡化了以色列发动的袭击，多数国有媒体对事件的报道中没有提及以色列。伊朗官员表示，没有计划对以色列进行报复。一位匿名消息人士向CNN表示，两国间的直接打击已经结束。分析人士表示，這次攻擊和伊朗的反應顯示雙方都希望緩和局勢，但以色列有能力在全面戰爭中造成更大損害。 然而，他們也警告稱，以色列的反應可能尚未完全完成，緊張局勢仍然高度緊張。 目前尚不清楚兩者之間的升級週期是否已經結束。

### 2024 年夏季和秋季升級

#### 伊朗襲擊以色列（10月1日)
2024年10月1日，伊朗分兩波向以色列發射了約200枚飛彈。

#### 以色列襲擊伊朗（10月25日)
2024年10月25日，以色列開始攻擊伊朗，爆炸發生在伊玛目霍梅尼国际机场、馬什哈德 、卡拉季、克尔曼沙赫，赞詹附近。敘利亞大馬士革附近也傳來爆炸聲。两名伊朗伊斯蘭革命卫队士兵死亡，4套S-300导弹系統遭到摧毀。
2024年夏季再起